# 825
Năm 825 là một năm trong lịch Julius.